# 莫德斯蒂努·贡萨尔维斯参议员镇
莫德斯蒂努·贡萨尔维斯参议员镇是巴西米纳斯吉拉斯州的一个市镇。总面积951.51平方公里，总人口4988人，人口密度5.2人/平方公里。